# Faro de Inhaca
El faro de Inhaca, se encuentra en la cima del monte homónimo, en el extremo norte de la isla de la Inhaca, y muy próximo al cabo Inhaca. La isla se ubica 32 kilómetros al oeste de Maputo, capital de Mozambique.
El faro era utilizado como guía, por los navegantes que atraviesan la bahía de Maputo, en dirección al puerto de Maputo. El ingreso a la bahía, está dificultado por los extensos y peligrosos bancos de arena y piedras al norte del cabo Inhaca.

## Historia
El faro fue construido por las autoridades coloniales portuguesas en 1894. Originalmente, la torre tenía una altura de 27 metros, sin embargo, fue elevada a 31 metros durante la reconstrucción efectuada en el año 1921. El tráfico marítimo aumentaba de manera estable, año tras año, y en 1934, se vuelve a modernizar, ampliando el alcance de la luz. En 1946, se instala un nuevo sistema de alimentación eléctrica y un lente catadióptrico.
Las nuevas tecnologías de navegación por satélite, disminuyeron la necesidad del faro. No obstante se ha convertido en un importante atractivo turístico de la isla.

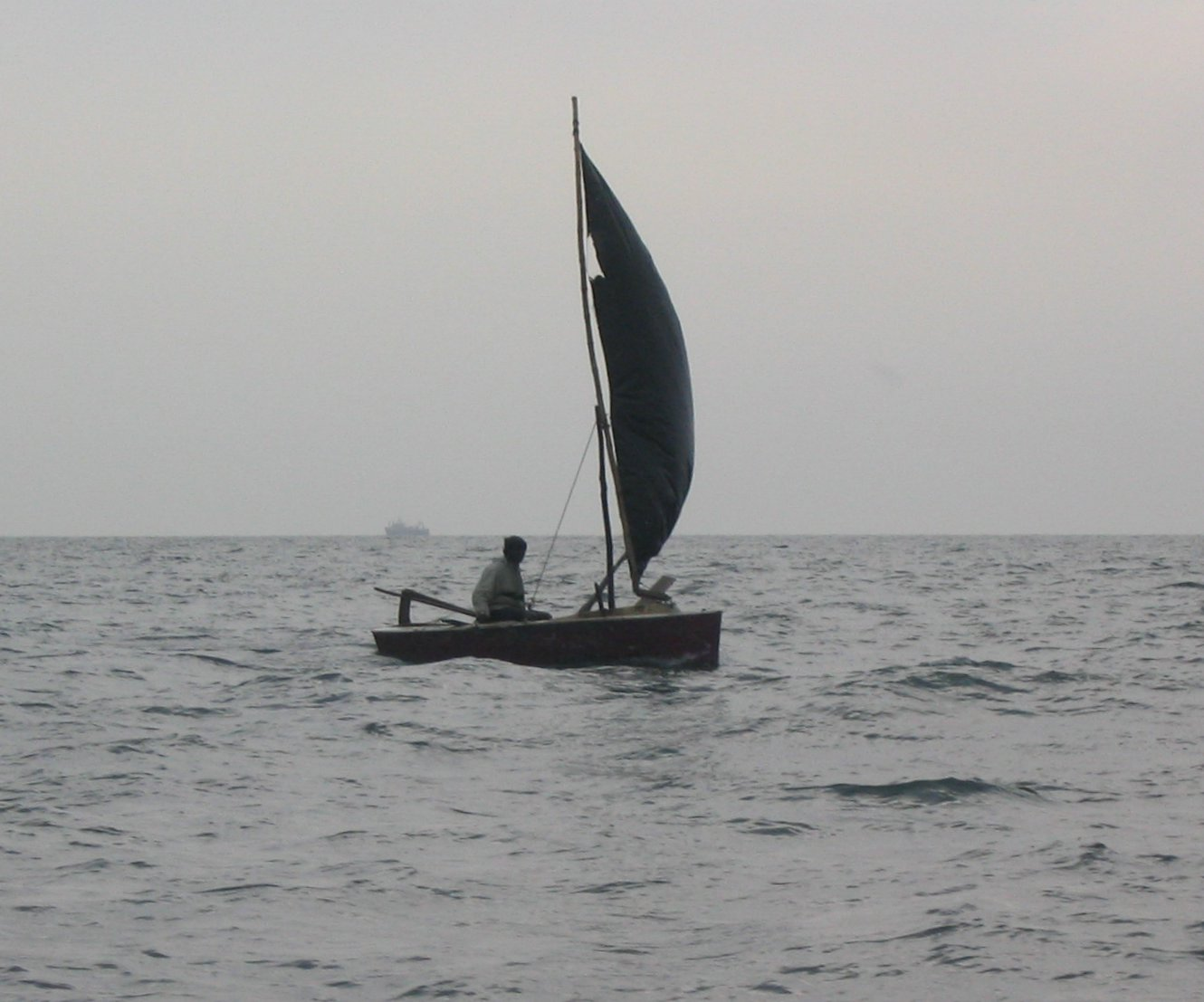
Los pequeños barcos aún utilizan el faro de Inhaca, para orientarse en la bahía de Maputo.